# Onthophagus calcaratus
Onthophagus calcaratus är en skalbaggsart som beskrevs av Antoine Boucomont 1919. Onthophagus calcaratus ingår i släktet Onthophagus och familjen bladhorningar. Inga underarter finns listade i Catalogue of Life.